# 第一の性
『第一の性』（だいいちのせい）は、三島由紀夫の評論・随筆。『不道徳教育講座』と同系列に属する随筆で、様々な角度から「男の存在理由」、「男の偉さ」とは何かを、機知、逆説、笑いにあふれた趣で綴りながら、若い女性向けに多彩な男性論を展開している作品である。タイトルの『第一の性』は、ボーヴォワールの『第二の性』をもじってつけられた。『第一の性』と同様の趣向で、女性論となるのが『反貞女大学』である。

## 発表経過
1962年（昭和37年）、雑誌『女性明星』12月創刊号から翌々年の1964年（昭和39年）12月号まで、「第一の性――男性研究講座」「第一の性――男性人物講座」（のちの刊行の際に「総論」「各論」となり、タイトル副題に「男性研究講座」が付いた）として連載された。単行本は1964年（昭和39年）12月30日に集英社より刊行された。

## 内容
※作中の三島自身の言葉の引用部は〈　〉にしています（他の作家や評者の論文からの引用部との区別のため）。
総論（第一の性―男性研究講座）は、「男はみな英雄」、｢男の男らしさ｣、｢男の清潔さ｣、｢男のデリカシィ｣、｢男は愛され型｣、｢男のセンチメンタリズム｣、「男には変り者が多い｣、｢男は買物ぎらひ｣、「男の色気とは？」、「男の悟り」、「男は機械いぢりが好き」、「男はいかに年をとるか？」、「男にしかわからぬもの」の13の項目に分かれ、男性らしさというものの概要、総論を述べている。
三島が最初の講座で、〈男は一人のこらず英雄であります〉と口火を切っているのは、ボーヴォワールが『第二の性』の冒頭で、女が教育によって作られる第二の劣等な性だというフェミニズム視点に立って、「人は女に生まれない、女になるのだ」と言ったことに対してもじったものである。
各論（第一の性–男性人物講座）は、「エジンバラ公」、｢金田正一｣、｢大石内蔵助｣、｢エルヴィス・プレースリー｣、｢堀江謙一｣、｢フィデル・カストロ｣、｢園井啓介｣、「ネール首相」、「大松博文」、「アラン・ドロン」、「親鸞」、「三島由紀夫」の12項目に分かれ、具体的な例をとりながら男性各論を述べている。最後の「三島由紀夫」では、自分自身を劇画化して分析している。

## 作品評価・研究
『第一の性』は、女性にとって謎の多い男性的な原理の解明を平易な文章で、分かりやすい例を挙げて説明しているエッセイであるが、〈男らしさ〉が女性から見た理想的男性像ではなくて、元来の本質を含めての〈男らしさ〉であることを女性たちに問いかけていると中野裕子は解説している。
奥野健男は、『第一の性』を書いた三島について、「齢毎に若くたくましい男性になって行くようだ」として、以下のように語っている。
田中美代子は、三島が『第一の性』の中で、〈男は一人のこらず英雄であります〉と教授していることに触れ、この〈一人のこらず〉というところが重要だとし、それは「たとえそれが潜在化しているとしても、〈男はとにかくむしように偉い〉」のでなければならず、「彼の個人としてのプライドの問題」であり、お互いに男同士がこれを尊重しなければ、「男は男として自立しえない」ということを意味していると解説している。そして今やこの「男の英雄性」は、「女性の平等主義に踏みつけられて泥にまみれ、そのため、セクシャルハラスメントなどに内攻して、反動化しているのかもしれない」と考察している。
また田中は、三島の言うように男の〈英雄ごつこ〉は、世界の政治・経済、思想や芸術、哲学や事業を生み出した元で、それが善かれ悪しかれ、「男性の築き上げてきた文化の本質であり、ボーヴォワール女史をして、甘んじて自から女性を〈第二の性〉と呼ばしめたところのもの」だと考察しながら、それゆえ、女性が「性差別」をなくすことに躍起になり、「男性の男性なるが故に突出する奇癖や、精神的偏向を撲滅しようとばかりするのは、ある意味の暴挙というべきかもしれない」とし、『第一の性』は、そういったことの「反省」を女性に促し、「女性の理解と寛容を訴えている」と解説している。

## おもな収録刊行本

### 単行本
- 『第一の性』（集英社 コンパクト・ブックス、1964年12月30日） NCID BA37309010
  - 紙装。フランス装。174頁
  - 本文中、挿画50葉（横山泰三）。カバー（裏）に著者肖像写真、略歴。
  - ※ カバーには副題のような体裁で「男性研究講座」とある。
- 『第一の性』（集英社 プレイボーイ・ブックス、1969年6月30日） 
  - 紙装。橙色帯。
  - 本文中、挿画50葉（横山泰三）。カバー（袖）に著者肖像写真、略歴。カバー（裏）に奥野健男「男性中の男性」
  - ※ 帯には副題のような体裁で「男性研究講座」とある。
- 『第一の性』（集英社、1973年7月30日） 
  - 装幀：赤坂三好。紙装。灰色帯。貼函。付録・解題（無署名）
  - 収録作品：「第一の性」「新恋愛講座」
- 文庫版『反貞女大学』（ちくま文庫、1994年12月5日） 
  - 装幀：安野光雅。カバー装画：山本容子。カバーデザイン：渡辺和雄
  - 解説：田中美代子「揺れ動く両性の世界地図」
  - 収録作品：「反貞女大学」「第一の性」

### 全集
- 『三島由紀夫全集30巻（評論VI）』（新潮社、1975年10月25日）
  - 装幀：杉山寧。四六判。背革紙継ぎ装。貼函。
  - 月報：石原慎太郎「緊張の中の三島由紀夫」。《評伝・三島由紀夫30》佐伯彰一「三島由紀夫以前（その6）」。《三島由紀夫論5》田中美代子「理性の英雄」。
  - 収録作品：昭和35年9月から昭和38年4月の評論118篇。
  - ※ 同一内容で豪華限定版（装幀：杉山寧。総革装。天金。緑革貼函。段ボール夫婦外函。A5変型版。本文2色刷）が1,000部あり。
- 『決定版 三島由紀夫全集32巻・評論7』（新潮社、2003年7月10日）
  - 装幀：新潮社装幀室。装画：柄澤齊。四六判。貼函。布クロス装。丸背。箔押し2色。
  - 月報：戌井一郎「三島さんとの十年」。持丸博「楯の会と論争ジャーナル」。［思想の航海術7］田中美代子「『ロマンチックの病ひ』について」
  - 収録作品：昭和37年1月から昭和39年3月まで（連載物は初回が）の評論148篇。「終末観と文学」「現代史としての小説」「第一の性」「私の遍歴時代」「林房雄論」「小説家の息子」「芸術断想」ほか